# TOKIO TOKYO
TOKIO TOKYO（トキオトーキョー）は、東京都渋谷区にある主に音楽ライブを行うライブハウスである。2021年（令和3年）3月にオープン。運営は、HYPE株式会社である。

## 概要
渋谷駅から徒歩5分ほど、渋谷PARCOのすぐ向かいのビルの地下に位置し、2021年（令和3年）コロナ禍で多くのライブハウスが打撃を受けていた逆境のなかでオープン。
オープン日より6日間、こけら落としとなるオープニングパーティー「ONE WEEK WONDER」が開催された。